# Василий (Мангра)
Митрополи́тен Васи́лий (рум. Mitropolit Vasile, в миру Винченциу Мангра, рум. Vincențiu Mangra; 25 мая 1850 — 14 октября 1918) — епископ независимой румынской Трансильванской митрополии, её четвёртый и последний предстоятель до присоединения к Румынской православной церкви с титулом «архиепископ Германнштадский (Сибиуский), митрополит Трансильванский» (1916—1918).
Мангра написал несколько обстоятельных работ, посвящённых истории церковной жизни румын Трансильвании, и провёл важные исследования по изучению старых румынских рукописей Бихорской области. За это в 1909 году он был избран действительным членом Румынской академии (1909).

## Биография
Василий Мангра родился 25 мая 1850 года в Селиште-Сэлдэбаджиу в комитате Бихор Королевства Венгрия (ныне жудец Бихор, Румыния). Его отец, Михай Мангра, был священником. Его матерь звали Мария Мангра, урождённая Чеонтя. В некоторых работах была распространена ошибочная информация о дате и месте рождения Василия Мангры. Так в Энциклопедии «размышление» указывается 1852 как год рождения, а как место рождения — села Будуряса.
Он был крещён 30 мая 1850 года с именем Винченциу. Получил начальное образование в родном селе, затем учился в начальной государственной школе в Дьюле, в гимназии в Беюше и Ораде. В 1869—1872 годы учился в Богословско-педагогическом институте в Араде, причём во время учёбы там редактировал студенческую газету «Speranţa» (Надежда), выпускавшуюся Литературным обществом студентов духовных школ в городе Арад. В 1872—1873 годы изучал юриспруденцию в Академии права в Ораде, но не завершил обучение там.
В 1874—1875 годы был редактором официального издания Арадской епархии газеты «Lumina» («Свет»).
В возрасте 25 лет получил звание экстраординарного профессора в Богословском институте Арада в 1875 году, а 11/23 июля 1878 года он стал ординарным профессором, временным директором института в 1882—1883 годах. 3 (15) сентября 1883 года был отстранён от руководства институтом и заменен Константином Гурбаном, но остался в нём преподавателем церковного права и церковной истории.
6 августа 1876 года в Монастыре Ходош-Бодрог его настоятелем архимандритом Корнилием (Живковичем) был пострижен в монашество, получив имя Василий. 10 сентября 1879 года епископ Иоанн (Мециану) рукоположил его в сан иеродиакона, а 1 января 1880 года — иеромонаха.
В 1877—1979, 1882—1883, 1899—1900 годы был главным редактором церковного журнала «Biserica și școala» («Церковь и школа»).
В 1893 году из-за активной противогабсбургской политической деятельности венгерское правительство, которое считало его вредным в деле воспитания молодёжи, уволило Василия Мангру из института.
В 1900 году был избран вице-председателем православной румынской консистории в Орадя и занимал эту должность до 1916 года. В 1901 году был избран епископом Арадским, но не был утверждён правительством Венгрии из-за его политической деятельности. В 1906 году был возведён в сна архимандрита.
В августе 1916 года, в разгар Первой Мировой Войны и за несколько дней до того, как румынское Старое Королевство вступило в конфликт с Австро-Венгрией, Мангра был избран митрополитом Трансильвании. Перед голосованием административная ветвь Будапештского правительства, сознававшая необходимость дружественной фигуры во главе Транссильванской церкви, открыто и решительно вмешалась в отбор депутатов (духовенства и особенно мирян) для предстоящего церковного съезда. При наличии податливого электората премьер-министр Иштван Тиса смог навязать свою креатуру. 24 июля (6 августа) 1916 года архимандрит Василий был избран архиепископом Германнштадским (Сибиуским), митрополитом Трансильванским.
Вскоре после выборов румынские войска вошли в Трансильванию, вынудив ряд учреждений уйти во внутренние районы Австро-Венгрии. Они включали в себя построенный в Сибиу архиепископский собор и богословский институт, которые функционировали в Ораде с сентября 1916 года до июня следующего года, когда Василий (Мангра) смог поселиться в Сибиу. Таким образом, его хиротония и интронизация состоялись 16 (29) октября 1916 года в Ораде, которые совершили епископ Арадский Иоанн (Папп) и епископ Карансебешский Мирон (Кристя).
Управлял Трансильванской митрополией в трудных условиях, в атмосфере недоверия и подозрительности со стороны сотрудников епархиального управления, преподавателей Арадского института и верующих. Многие священники и учащиеся духовных школ вследствие репрессивной политики венгерских властей по отношению к православным верующим оказались в тюрьмах, были высланы в безлюдные области пушты в Шопроне (Венгрия) или вынуждены были бежать в Румынию.
Летом 1917 года министр образования Альберт Аппоньи распорядился, чтобы в каждую румынскую педагогическую школу был назначен министерский служащий, с полномочиями контроля над деятельностью учителей и учеников. Протест митрополита Василия и других иерархов Трансильванской митрополии остался без внимания. Некоторые учителя и учащиеся были отправлены на фронт.
Митрополит Василий умер 1 (14) октября 1918 в Будапештском отеле от болезни сердца незадолго до присоединения Трансильвании к Румынии. Некоторые утверждают, что он покончил с собой, а другие это отрицают. Его останки были захоронены в венгерской столице и до сих пор находятся там.
После присоединения Трансильвании к Румынии его коллаборационистская позиция была резко осуждена, а Иоанн (Папп) и Мирон (Кристя) зашли так далеко, что объявили его выборы недействительными. Только при митрополите Антонии (Плэмэдялэ), вступившем в должность в 1982 году, его имя начало вновь поминаться в приходах Сибиуской епархии во время Великого входа.